# Salamanperä naturreservat
Salamanperä naturreservat (fi. Salamanperän luonnonpuisto) är ett naturreservat i Kivijärvi kommun i Mellersta Finland, i Finland. Reservatet gränsar i norr till  Salamajärvis nationalpark. Det omfattar 13 kvadratkilometer och inrättades 1956, när ett större antal nationalparker och naturreservat avsattes i Finland.
Järv och skogsren (Rangifer tarandus fennicus) har återinförts I området och det finns också varg i området.